# Diaphorus maculipennis
Diaphorus maculipennis är en tvåvingeart som beskrevs av Robinson 1970. Diaphorus maculipennis ingår i släktet Diaphorus och familjen styltflugor. Inga underarter finns listade i Catalogue of Life.